# Parancistrocerus areatus
Parancistrocerus areatus är en stekelart som först beskrevs av Fox 1902.  Parancistrocerus areatus ingår i släktet Parancistrocerus och familjen Eumenidae. Utöver nominatformen finns också underarten P. a. scutellatus.